# 尤斯·特拉岡
尤斯·特拉岡（Yoth-Tlaggon）是克蘇魯神話中的舊日支配者之一，名稱僅見於洛夫克拉夫特給史密斯的信中，後由日本作家朝松健加上設定，在『邪神帝國』等作品中登場。

## 概要
根據朝松的設定，尤斯·特拉岡有無數的眼睛，身體被皺紋和鱗片覆蓋，有如同蛞蝓的光澤。在千葉縣夜刀浦市（架空的都市）以譽主都羅權明王（譽主都羅言明王）之名被奉祀。